# Hans-Detlef Herhudt von Rohden
Hans-Detlef Herhudt von Rohden (* 23. September 1899 in Liegnitz; † 14. Dezember 1951 in Wiesbaden) war ein deutscher Generalmajor der Luftwaffe im Zweiten Weltkrieg.

## Leben
Herhudt von Rohden diente während des Ersten Weltkriegs als Leutnant im Garde-Fußartillerie-Regiment der Preußischen Armee. Nach Kriegsende blieb er bei der neu geschaffenen Reichswehr und wurde am 1. November 1925 zum Oberleutnant befördert. Er sprach fließend Russisch und nahm ab 1. November 1929 an der geheimen Fliegerausbildung im sowjetischen Lipezk teil. Nachdem er am 1. August 1933 den Rang eines Rittmeisters erreichte, wechselte er am 1. April 1934 zum Deutschen Luftsportverband, einer Tarnorganisation der zukünftigen Luftwaffe. 
Am 1. Mai übernahm Herhudt von Rohden Aufgaben im Generalstab der nun offiziell gegründeten Luftwaffe, wo er am 1. September 1935 zum Major befördert wurde. Am 1. März 1937 übernahm er das Amt eines Gruppenkommandeurs der II. Gruppe des Jagdgeschwaders 334 mit zeitgleicher Ausübung eines Fliegerhorstkommandanten des Fliegerhorstes Mannheim-Sandhofen. Danach ging er ab dem 7. Oktober 1937 zur Wehrmachtakademie, wo ihn am 1. Februar 1938 die Beförderung zum Oberstleutnant erreichte. 
Am 1. April 1938 wechselte Herhudt von Rohden zur III. Gruppe des Kampfgeschwaders 152 (das spätere Kampfgeschwader 1) und übernahm bis zum 1. November die Aufgabe des Gruppenkommandeurs. Danach wechselte er in gleicher Funktion zur II. Gruppe des Lehrgeschwaders 1. Dort blieb er bis zum 1. April 1939 und übernahm dann mehrere Stabspositionen, bevor er am 26. August 1939 kurzzeitig in der II. Gruppe des Kampfgeschwaders 26 diente. 
Bei Beginn des Überfalls auf Polen wechselte Herhudt von Rohden wieder zum Lehrgeschwader 1 zurück und nahm mit diesem im Rahmen der Luftflotte 1 an den Kämpfen teil. Zum 1. Oktober 1939 übernahm er die Aufgabe eines Lehrgangsleiters und Taktiklehrers an der Luftkriegsschule 2 in Berlin-Gatow. Im Juni/Juli 1940 übte er in Vertretung des ausgefallenen Geschwaderkommodore des Kampfgeschwaders 4 dessen Amt aus. Am 30. Juli erreichte ihn die Beförderung zum Oberst und am 20. Februar 1941 wurde er Chef des Stabes des IV. Fliegerkorps. Mit diesem Fliegerkorps nahm er an den ersten Monaten des Deutsch-Sowjetischen Krieges im Süden der Ostfront teil. 
Zum 1. Oktober 1941 übernahm Herhudt von Rohden die gleiche Funktion beim IX. Fliegerkorps der Luftflotte 3 in Westeuropa. Etwa ein Jahr später wechselte er zurück an die Ostfront und wurde Chef des Generalstabes der Luftflotte 4, wo er bis zum 23. Februar 1943 blieb. Am 1. März folgte er Herbert Rieckhoff als Stabschef der Luftflotte 1 nach. In dieser Funktion erhielt er am 20. April das Deutsche Kreuz in Gold. Am 24. August wechselte er als Chef zur 8. Abteilung (Kriegswissenschaftliche-Abteilung) des Generalstabs der Luftwaffe, wo er am 1. Oktober 1943 zum Generalmajor befördert wurde. Er geriet am 1. Mai 1945, noch vor der bedingungslosen Kapitulation der Wehrmacht, in US-Kriegsgefangenschaft, aus der er 1947 entlassen wurde.
Herhudt von Rohden, der fließend Englisch sprach, wurde vom Organisator der Berliner Luftbrücke, General William H. Tunner mit Dienstsitz im Schwarzen Bock in Wiesbaden, mit der Anwerbung und dem Einsatz deutscher Flugzeugmechaniker beauftragt. Er organisierte umgehend das erforderliche Personal, so dass schließlich – als Ausnahme vom bestehenden Fraternisierungs- und Beschäftigungsverbot – mehr Deutsche als Amerikaner als Mechaniker tätig waren.
Mit Herhudt von Rohden diskutierte Tunner auch die Ursachen für das Scheitern der bekanntesten deutschen Luftbrücke im Zweiten Weltkrieg ins belagerte Stalingrad. Dieser Fehlschlag habe die sowjetische Führung in ihrer Einschätzung bestärkt, auch die amerikanische Luftbrücke werde bald, spätestens jedoch im Winter, scheitern.